# نووموسینو
نووموسینو (انگلیسی: Novomusino) یک شهرک در شهرستان کویورگازینسکی جمهوری باشقیرستان در کشور روسیه است.